# Петрушка Ярослав Михайлович
Яросла́в Миха́йлович Петрушка (2 червня 1981, с. Белеїв, Долинський район, Івано-Франківська область — 2 вересня 2022, с. Нововознесенське, Херсонська область) — старший сержант ЗСУ.

## Життєпис
31 липня 2014 р. призваний на військову службу до 128-ї окремої гірсько-штурмової Закарпатської бригади. Був учасником АТО.
У 2015 році брав участь у місцевих виборах (до обласної та районної рад) у списках блоку «Наш край», але не був обраний через неподолання політичною силою мінімального виборчого порогу.
На другий день повномасштабного вторгнення Російської Федерації в Україну — 25 лютого 2022, у званні старший сержант, був призваний на військову службу в 128-му бригаду з числа резервістів. Брав активну участь у бойових діях на сході України.
Загинув 2 вересня 2022 р. в районі с. Нововознесенське Херсонської області.

## Нагороди
- Орден «За мужність» 3-го ступеня (посмертно) від 12 лютого 2024.[2]
- 23 серпня 2023 нагороджений нагрудним знаком «За заслуги перед Долинською громадою» (посмертно).[3]

## Вшанування пам'яті
- 28 серпня 2023 на його честь відкрито меморіальну дошку в рідному селі Белеїв.[4]